# GameDesire (przedsiębiorstwo)
GameDesire Sp. z o.o. (wcześniej Ganymede Sp. z o.o., poza granicami Polski znane jako Ganymede Technologies S.C) – polski producent gier społecznościowych typu free-to-play z siedzibą w Krakowie. Firma została zarejestrowana w 2004 roku (chociaż początki działalności sięgają roku 1997). GameDesire specjalizuje się w tworzeniu mobilnych i przeglądarkowych gier komputerowych umieszczanych m.in. na portalach społecznościowych jak np. Facebook czy Odnoklassniki. Do czołowych produktów spółki należy platforma gier online GameDesire. W 2015 roku fundusz z grupy MCI zainwestował w firmę Ganymede (obecnie GameDesire). Projekt GameDesire Academy skierowany jest do wszystkich zainteresowanych pracą w branży produkcji gier komputerowych oraz dla niezależnych twórców gier chcących dowiedzieć się jak tworzyć i sprzedawać gry. Trzymiesięczny cykl spotkań dzieli się na trzy moduły skupione wokół technologii, designu i biznesu.

## Wideografia
- Grzegorz Marczak: Marek Wylon z Ganymede opowiada, jak stworzył od podstaw firmę, która dziś zarabia miliony. Antyweb.pl, 2012-03-08. [dostęp 2013-11-18].